# Holger Thiele
Holger Thiele (25 de septiembre de 1878 – 5 de junio de 1946) fue un astrónomo estadounidense de ascendencia danesa.
| (797) Montana    | 17 de noviembre de 1914  |
| (843) Nicolaia   | 30 de septiembre de 1916 |
| (1847) Stobbe    | 1 de febrero de 1916     |
| (3229) Solnhofen | 9 de agosto de 1916      |

## Historia
Holger Thiele era hijo de Thorvald Nicolai Thiele, el notable astrónomo, actuario y matemático danés.

## Carrera
Holger Thiele fue conocido por descubrir 4 asteroides, pero también descubrió el cometa C/1906 V1 y calculó las órbitas de otros cometas. Trabajó en el Hamburg-Bergedorf Observatory en Bergedorf en Hamburgo, Alemania. Emigró a los Estados Unidos durante 1912, en 1917, comenzó a trabajar como un profesor miembro de la Universidad de California en el Observatorio Lick, cerca de San José (California). En 1946, Holger Thiele murió en el Condado de Alameda, California.

## Trabajos seleccionados
- Corrected elements and ephemeris of minor planet 1924 TD (Baade) (University of California Press. 1925)
- Elements and ephemeris of Comet d 1927 (Stearns) (University of California Press. 1927)